# Арктичне вторгнення
Арктичне вторгнення — вторгнення маси  арктичного повітря в середні  широти, що супроводжується зниженням  температури та вмісту вологи і зазвичай зростанням  атмосферного тиску. Відбувається в тиловій частині розвиненого або регенерованого на холодному фронті циклона. Нерідко досягає  північної Африки,  Малої Азії,  Флориди. У південній півкулі спостерігаються аналогічні вторгнення антарктичного повітря з  Антарктиди в помірні широти, що можуть досягати  Австралії і  Південної Америки.

## Ультраполярне вторгнення
Вторгнення антициклону або арктичних мас повітря по ультраполярній осі, тобто на Європу з півночі або північного сходу (але не з північного заходу).

## Ресурси Інтернету
- Ультраполярне вторгнення [Архівовано 28 травня 2018 у Wayback Machine.]
- Що таке арктичне вторгнення, і як далеко воно може зайти?  [Архівовано 18 лютого 2019 у Wayback Machine.]
- Арктичне вторгнення [Архівовано 1 травня 2018 у Wayback Machine.]